# Elatostema filipes
Elatostema filipes es una especie de planta del género Elatostema, perteneciente a la familia Urticaceae.

## Taxonomía
Elatostema filipes fue descrita por Wen Tsai Wang en 1980.

## Distribución
Se encuentra en el territorio sudeste de China.